# Ajut Infantil de Rereguarda
Ajut Infantil de Rereguarda (AIR) fou una institució creada per la Generalitat de Catalunya el 1937 juntament amb la FETE-UGT per tal de socórrer els infants afectats per la Guerra Civil Espanyola.
Fou organitzada per la mestra Estrella Cortichs Vinyals, que es va traslladar a Catalunya per dirigir-la. Es tractava d'una organització de caràcter humanitari vinculada al sindicat UGT, la Federació Espanyola de Treballadors de l'Ensenyament i al Partit Socialista Unificat de Catalunya (PSUC) per poder atendre nens orfes o desplaçats de les zones de guerra. La primera colònia s'instal·là a l'Estartit i després, el 1938, a Canet de Mar. Acollia infants evacuats o orfes, principalment del nord de l'Estat espanyol, de Madrid i d'Aragó, i els retornava als parents que legalment poguessin fer-se’n càrrec. El gener del 1939 l'AIR quedà incomunicada de Barcelona i nombrosos nens foren portats a l'URSS, bé que alguns tornaren a Barcelona pocs dies després. Es calcula que al voltant de 30.000 nens van sortir del país durant la guerra, a càrrec de diverses organitzacions, en especial el Consejo Nacional de la Infancia Evacuada. Al voltant de dues terceres parts van retornar.